# Кортино (Терамо)
Кортино (итал. Cortino) је насеље у Италији у округу Терамо, региону Абруцо.
Према процени из 2011. у насељу је живело 133 становника. Насеље се налази на надморској висини од 1024 м.

## Становништво
| 1931. | 1936. | 1951. | 1961. | 1971. | 1981. | 1991. | 2001. | 2011. |
| ----- | ----- | ----- | ----- | ----- | ----- | ----- | ----- | ----- |
| 2.950 | 3.075 | 3.182 | 2.404 | 1.569 | 1.248 | 1.026 | 847   | 683   |